# キャロル
キャロル（英語: Carol）は元来は、踊りのための民謡であったが、宗教的な礼拝の中で歌われて、現在では通常、祝歌、頌歌（しょうか）と訳される賛美歌の一種と考えられている。今日、キャロルの語はクリスマス・キャロルに代表されている。イースター・キャロルという言い方は、より狭い範囲で使われている。キャロルの語源は、フランス語の単語Caroller（歌で伴奏されたサークルダンス）に、さらにはラテン語のChoraulaに由来すると考えられている。

## 歴史
キャロルは、1150年代から1350年代までのダンスソングとして非常にポピュラーであった。それが後に、祭りの時に歌われた行列聖歌として、その使用が拡大した。またその一方で、宗教的な神秘劇（1591年に書かれた「コヴェントリー・キャロル」のような）の伴奏音楽として書かれた。プロテスタントの宗教改革の間に宗教的な祭りが禁止された後で、キャロルを書くことがついに17世紀遅くに再開した時に、非宗教的なキャロルにしばしば新しいキリスト教的な歌詞を与えられた。新しいキャロルは教会でよりも酒場でより頻繁に歌われていた賛美歌と通常似ていた。

## クリスマス・キャロル

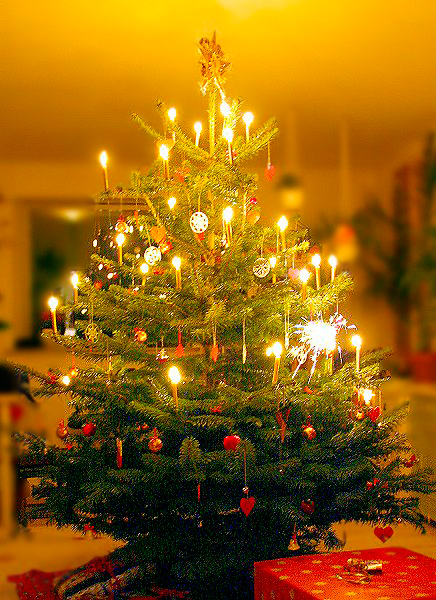
クリスマス・ツリー

キリスト教文化圏において、クリスマス・イヴの夜に人々が歌う「キャロル（歌）」で、「クリスマス聖歌」ともいうような意味である。キリスト教の救世主キリストの誕生を祝い、誕生にまつわる様々な場面や逸話を歌詞にしたうたをいう。
代表的には、「聖しこの夜」（Stille Nacht, heilige Nacht）、「荒野の果てに」（Les anges dans nos campagnes）、「もろびとこぞりて」（Joy to the World）などがある。クリスマス・イブの夜、教会に集まった子供たちが、街の家々を訪ねてクリスマス・キャロルをうたう慣習が欧米にはあり、これを英語では「キャロリング」（Caroling）という。
その他にも、クリスマス・キャロルとして、幼児虐殺の逸話を歌った「コヴェントリー・キャロル」（Coventry Carol）や、ボヘミア公であったヴァーツラフ1世（Wenceslaus I）をモデルにしているとされる「ウェンセスラスはよい王様」（Good King Wenceslas）、チャールズ・ディケンズの作品『クリスマス・キャロル』に出てくる「世の人忘るな」（God Rest Ye Merry, Gentlemen）などがある。

## ポピュラー音楽
ポピュラー音楽のタイトルにもよく用いられる。
- Carol （チャック・ベリー。ローリング・ストーンズもカバー）
- 12番街のキャロル（谷村新司と佐藤隆の合作）
- CAROLS （浜崎あゆみ）
- キャロル（湯川潮音）